# تقدم دیافراگم

دکمهٔ انتخاب حالت تقدم دیافراگم در دوربین‌های شرکت نیکون.برای انتخاب حالت تقدم دیافراگم، باید زبانه بر روی A قرار گیرد.

تقدم دیافراگم نام یک حالت در تنظیم دوربین عکاسی است. در این حالت، عکاس می‌تواند دیافراگم مورد نظر خود را تنظیم کند و دوربین بر اساس اطلاعات نورسنج، سرعت شاتر را متناسب با نور محیط تنظیم می‌کند تا نورسنجی درست حاصل شود.
از این حالت در شرایطی استفاده می‌شود که عکاس می‌خواهد دیافراگم را به منظور کنترل عمق میدان تحت کنترل داشته باشد.
|  |  |